# Ambassade des Émirats arabes unis en France
L'ambassade des Émirats arabes unis en France est la représentation diplomatique de l'État des Émirats arabes unis auprès de la République française. Elle est située 2 boulevard de La Tour-Maubourg, au croisement avec le quai d'Orsay, dans le 7e arrondissement de Paris, la capitale du pays. Son ambassadeur est, depuis 2024, Fahad Saeed Mohamed Abdulla Alraqbani.

## Ambassadeurs des Émirats arabes unis en France
| Date de nomination | Date de nomination | Date de remise des lettres de créance | Date de remise des lettres de créance | Ambassadeur                              |
| ------------------ | ------------------ | ------------------------------------- | ------------------------------------- | ---------------------------------------- |
| ?                  |                    | 22 décembre 1972                      | [ JORF 1 ]                            | Mahdi Al-Tajir                           |
| ?                  |                    | 28 avril 1977                         | [ JORF 2 ]                            | Saïd Abdullah Salman                     |
| ?                  |                    | 17 juillet 1980                       | [ JORF 3 ]                            | Khalifa Ahmed Abdel Aziz Al Moubarak (*) |
| ?                  |                    | 11 septembre 1986                     | [ JORF 4 ]                            | Abdul Aziz Hadif Al Shamsi               |
| ?                  |                    | 25 janvier 1989                       | [ JORF 5 ]                            | Ali Moubarak Al-Mansouri                 |
| ?                  |                    | 7 mars 1995                           | [ JORF 6 ]                            | Abdul Aziz Nasser Al-Shamsi (ar)         |
| ?                  |                    | 13 mars 2000                          | [ JORF 7 ]                            | Hayei Juma Hayei Bin Abbad Al Hameli     |
| ?                  |                    | 26 janvier 2009                       | [ JORF 8 ]                            | Abdulla Nasser Sultan Al Amri            |
| ?                  |                    | 2 juillet 2010                        | [ JORF 9 ]                            | Mohamed Meer Abdalla Al Raeesi           |
| ?                  |                    | 29 janvier 2015                       | [ JORF 10 ]                           | Maadhad Hareb Meghair Jaber Alkhyeli     |
| ?                  |                    | 18 décembre 2017                      | [ JORF 11 ]                           | Omar Saïf Saeed Ghobash                  |
| ?                  |                    | 10 décembre 2019                      | [ JORF 12 ]                           | Ali Abdulla Mohamed Saeed Al Ahmed (de)  |
| ?                  |                    | 2 novembre 2021                       | [ JORF 13 ]                           | Hend Manea Saeed Ahmed Alotaiba          |
| ?                  |                    | 17 septembre 2024                     | [ JORF 14 ]                           | Fahad Saeed Mohamed Abdulla Alraqbani    |

(*) Abdel Aziz Al-Moubarak a été assassiné le 8 février 1984 alors qu'il était en poste à Paris, l'assassinat étant revendiqué par les Brigades révolutionnaires arabes,.

## Consulats
Les Émirats arabes unis ne possèdent pas d'autre consulat en France que la section consulaire de leur ambassade à Paris.